# О’Доэрти, Кахир
Сэр Кахир Руа О’Доэрти (ирл. Cathaoir Ó Dochartaigh; 1587 — 5 июля 1608) — последний гэльский вождь клана О’Доэрти и лорд Инишоуэна, на территории нынешнего графства Донегол. О’Доэрти был известным лоялистом во время восстания Тирона и стал известен как Королевский О’Доэрти за свою службу на стороне короны во время боевых действий. После войны О’Доэрти мечтал стать придворным и претендовал на должность при дворе принца Генриха Фредерика, принца Уэльского, но все чаще вступал в споры с ирландскими чиновниками, такими как вице-король Сэр Артур Чичестер и губернатор Дерри сэр Джордж Паулет. В 1608 году он поднял восстание О’Доэрти, в результате которого захватил и сжег город Дерри. Впоследствии О’Доэрти был убит в битве при Килмакренане, и восстание быстро прекратилось.

## Ранняя жизнь
Сын сэра Джона О’Доэрти, главы клана О’Доэрти и эффективного правителя Инишауэна. Одной из младших сестер Кахира была Роза О’Доэрти, которая сначала вышла замуж за Кэтбарра О’Доннелла, а затем за Оуэна Ро О’Нила. Третьей была Маргарет, которая вышла замуж за Оги О’Хэнлона.
Ему было четырнадцать, когда умер его отец, и следующие несколько лет ему пришлось потратить на то, чтобы получить контроль над его родовыми владениями. Приемным отцом Кахира был Фелим Рейг Макдэвит (Mac Daibhéid). Кахир был посвящен в рыцари лордом Маунтджоем. Казалось, он был готов мирно сотрудничать с английскими властями: он нашел сильную поддержку в лице сэра Генри Докврs, первого губернатора Дерри. Его брак с Мэри Престон, дочерью 4-го виконта Горманстона, породнил его с некоторыми ведущими дворянами Пейла, включая Томаса Фицуильяма, 1-го виконта Фицуильяма, который в 1608 году должен был поручиться за хорошее поведение О’Доэрти. О’Доэрти и Найл Гарв О’Доннелл, главный соперник Аода Руада О’Доннелла за лидерство в династии О’Доннелл, были главными гэльскими вождями, чью поддержку английская корона надеялась получить с помощью политики умеренности, и какое-то время эта политика, казалось, работала.

## Восстание О’Доэрти
Оказавшись втянутым в заговоры, вызванные бегством графов, и разгневанный конфискацией своих земель для плантации Ольстера, сэр Кахир в 1608 году разграбил и сжег город Дерри, а приемный отец Кахира Фелим Риабах Макдэвитт (Мак Дайбхейд) убил преемника Доквры на посту губернатора, сэра Джорджа Паулета, с которым Кахир неоднократно ссорился. Некоторые обвиняли пола в том, что он подтолкнул О’Доэрти к мятежу серией оскорблений, а также говорили, что он напал на него. Найла Гарва О’Доннелла, ранее лояльного сторонника английской короны, также обвинили в поддержке мятежа. Точные мотивы мятежа О’Доэрти неясны, и время его начала также остается загадкой, тем более что Тайный Совет Ирландии только что приказал вернуть ему оставшиеся земли. Месть за Джорджа Паулета, возможно, сама по себе была достаточным мотивом.
Кахир О’Доэрти был убит близ Килмакренана после стычки с контратакующими силами под командованием лорда Пауэрскорта. Его отрубленная голова, по-видимому, некоторое время спустя была выставлена в Дублине. Найл Гарв О’Доннелл и его сын Нихтейн были арестованы и отправлены в Лондонский Тауэр, где и умерли.
Дочь О’Доэрти от Мэри Престон, Элеонора, вышла замуж за сэра Уильяма Браунлоу, основателя известного землевладельческого рода, который позже приобрел титул барона Лургана.